# 2019 GF1
2019 GF1 est un astéroïde Aton qui a une orbite très similaire à celle de la Terre.

## Découverte et observations
2019 GF1 a été découvert en avril 2019. Des observations de pré-découverte datant de mars 2018 ont été ensuite retrouvées.

## Orbite
L'orbite de 2019 GF1 a un demi-grand axe de 0,992 unité astronomique (148,4 millions de kilomètres), une excentricité de 0,049 et une inclinaison de 1,24 degré.

### Passages à proximité de la Terre
2019 GF1 passe régulièrement à proximité de la Terre. L'astéroïde a notamment 9 passages à moins de 0,1 unité astronomique (15 millions de kilomètres) de la Terre entre 2014 et 2020 (inclus).
Son prochain passage près de la Terre, le dernier à moins de 0,1 unité astronomique avant 2018, aura lieu le 27 avril 2020 à une distance de 0,048 unité astronomique (7,2 millions de kilomètres).

## Dimension
2019 GF1 a une magnitude absolue de 27,4. Pour un intervalle d'albédo de 0,05 à 0,25 (valeur typique pour les astéroïdes), cela correspond à un diamètre moyen compris entre 8 et 20 mètres.